# Iwaki
Iwaki (いわき市, Iwaki-shi) est une ville du Japon située dans la préfecture de Fukushima.

## Géographie

### Situation
Iwaki est située dans le sud-est de la préfecture de Fukushima, au bord de l'océan Pacifique.

### Municipalités limitrophes
| Tamura, Ono      | Kawauchi, Naraha | Hirono          |
| Hirata, Furudono | Iwaki            | océan Pacifique |
| Samegawa         | Kitaibaraki      | océan Pacifique |

### Démographie
En juillet 2019, la population de la ville d'Iwaki était de 340 723 habitants, répartis sur une superficie de 1 232,02 km2.

### Climat
Iwaki a un climat subtropical humide avec des étés chauds et humides et des hivers froids.
| Mois                                             | jan.      | fév.       | mars      | avril     | mai       | juin      | jui.      | août      | sep.      | oct.      | nov.      | déc.      | année      |
| ------------------------------------------------ | --------- | ---------- | --------- | --------- | --------- | --------- | --------- | --------- | --------- | --------- | --------- | --------- | ---------- |
| Température minimale moyenne (°C)                | −0,1      | 0,1        | 2,8       | 7,4       | 12,3      | 16,4      | 20,1      | 22        | 19        | 13,2      | 7,1       | 2,1       | 10,2       |
| Température moyenne (°C)                         | 4,1       | 4,3        | 7,1       | 11,6      | 15,8      | 19,1      | 22,5      | 24,5      | 22        | 16,9      | 11,5      | 6,6       | 13,8       |
| Température maximale moyenne (°C)                | 8,6       | 8,9        | 11,5      | 15,8      | 19,6      | 22,6      | 25,8      | 27,9      | 25,4      | 20,9      | 16,1      | 11,1      | 17,9       |
| Record de froid (°C) date du record              | −9,3 1940 | −10,7 1952 | −8,5 1934 | −3,8 1916 | −0,6 1953 | 4,8 1921  | 9,6 1976  | 11,6 1910 | 7,2 1913  | 0,8 1918  | −3,3 1921 | −7,1 1921 | −10,7 1952 |
| Record de chaleur (°C) date du record            | 20,8 1969 | 24,8 1962  | 23,5 2013 | 27,4 2005 | 29,7 2015 | 33,6 1991 | 34,9 1932 | 37,7 1994 | 34,4 2010 | 32,2 2018 | 25 1946   | 25,4 2004 | 37,7 1994  |
| Ensoleillement (h)                               | 193,4     | 180,3      | 191,4     | 192,8     | 193       | 150,3     | 151,1     | 183,1     | 144,5     | 147,3     | 162,4     | 179       | 2 068,6    |
| Précipitations (mm)                              | 57,3      | 54         | 108,4     | 125,2     | 146,1     | 149,5     | 160,7     | 122,6     | 192,3     | 193,1     | 80,3      | 51,3      | 1 440,7    |
| dont neige (cm)                                  | 4         | 4          | 1         | 0         | 0         | 0         | 0         | 0         | 0         | 0         | 0         | 1         | 9          |
| Nombre de jours avec précipitations              | 4,5       | 5,1        | 8,9       | 9,4       | 10,4      | 11        | 11,4      | 8,5       | 10,7      | 10,1      | 6,8       | 5         | 101,9      |
| dont nombre de jours avec précipitations ≥ 10 mm | 1,7       | 1,8        | 3,7       | 3,9       | 4,5       | 4,3       | 4,2       | 3,3       | 5,3       | 4,6       | 2,7       | 1,6       | 41,5       |
| Humidité relative (%)                            | 58        | 59         | 62        | 68        | 76        | 83        | 86        | 84        | 80        | 75        | 69        | 62        | 72         |
| Nombre de jours avec neige                       | 0,9       | 0,6        | 0,3       | 0         | 0         | 0         | 0         | 0         | 0         | 0         | 0         | 0,2       | 2          |
| Nombre de jours d'orage                          | 0,1       | 0,3        | 0,4       | 1,5       | 2,2       | 1,6       | 3,4       | 3,8       | 1,6       | 1         | 0,4       | 0,3       | 16,4       |
| Nombre de jours avec brouillard                  | 0         | 0,2        | 0,8       | 0,7       | 2         | 4,7       | 6,5       | 3,1       | 0,3       | 0,3       | 0,4       | 0,2       | 19         |

| Diagramme climatique                                  |          |              |              |               |               |               |             |             |               |             |             |
| J                                                     | F        | M            | A            | M             | J             | J             | A           | S           | O             | N           | D           |
| 8,6−0,157,3                                           | 8,90,154 | 11,52,8108,4 | 15,87,4125,2 | 19,612,3146,1 | 22,616,4149,5 | 25,820,1160,7 | 27,922122,6 | 25,419192,3 | 20,913,2193,1 | 16,17,180,3 | 11,12,151,3 |
| Moyennes : • Temp. maxi et mini °C • Précipitation mm |          |              |              |               |               |               |             |             |               |             |             |

## Histoire
La ville est issue d'une fusion de 14 municipalités (5 villes, 4 bourgs et 5 villages) qui a eu lieu le 1er octobre 1966. Les villes étaient : Taira, Uchigo, Iwaki, Nakoso et Joban. Les bourgs étaient : Yotsukura, Toono, Ogawa et Hisanohama. Les villages étaient : Yoshima, Miwa, Tabito, Kawamae et Ohisa.
Iwaki devient ville noyau le 1er avril 1999.
En mars 2011, la ville est touchée par un important séisme, puis par les radiations de la centrale nucléaire de Fukushima Daiichi, située à environ 50 km, lors de l'accident nucléaire de Fukushima.

## Économie
La ville est aujourd'hui un centre industriel moderne spécialisé dans l'industrie du bois, dans les produits chimiques et dans la construction de machines.

## Culture locale et patrimoine
- Musée archéologique d'Iwaki
- Ganjō-ji

## Transports
La ville est desservie par les routes :
- 国道6号 (route nationale 6)
- 国道49号 (route nationale 49)
- 国道289号 (route nationale 289)
- 国道349号 (route nationale 349)
- 国道399号 (route nationale 399)

Iwaki est desservie par les lignes Jōban et Ban'etsu Est de la JR East. La gare d'Iwaki est la principale gare de la ville.

## Symboles municipaux
Les plantes qui symbolisent la ville sont le pin et le rhododendron.

## Jumelage
Iwaki est jumelée avec :
- Da Nang (Viêt Nam)
- Townsville (Australie)
- Fushun (Chine)
- Kauai (États-Unis)

## Personnalités liées à la ville
- Takeo Takagi (1892-1944), amiral
- Shinpei Kusano (1903-1988), poète
- Ken'ichirō Kobayashi (né en 1940), chef d'orchestre
- Kiyoshi Suzuki (1943-2000), photographe
- Mitsuru Hiruta (né en 1943), mangaka
- Mitsuhide Iwaki (né en 1949), homme politique
- Misaki Itō (née en 1977), actrice
- Airi Matsui (née en 1996), chanteuse
- Kinuyo Someya (née en 1954), femme politique